# Renata Rucińska-Sobkowiak
Renata Rucińska-Sobkowiak – polska biolog, dr hab. nauk biologicznych, profesor nadzwyczajny i kierownik Wydziałowej Pracowni Izotopowej Wydziału Biologii Uniwersytetu im. Adama Mickiewicza w Poznaniu.

## Życiorys
19 marca 1999 obroniła pracę doktorską Powstawanie wolnych rodników ponadtlenkowych a aktywność enzymów antyoksydacyjnych w korzeniach łubinu poddanych działaniu ołowiu, 24 czerwca 2016 habilitowała się na podstawie oceny dorobku naukowego i pracy zatytułowanej Toksyczne działanie jonów ołowiu na struktury komórkowe oraz indukcję mechanizmów obronnych w korzeniach siewek łubinu żółtego.
Pracuje na stanowisku profesor UAM i kierownika w Wydziałowej Pracowni Izotopowej na Wydziale Biologii Uniwersytetu im. Adama Mickiewicza w Poznaniu.

## Publikacje
- 2006: Antioxidative defense system in lupin roots exposed to increasing concentrations of lead[1]
- 2009: Biochemical markers of tropospheric ozone: experimention with test-plants[1]